# Numonyx
Numonyx — швейцарская компания, занимающаяся производством чипов флэш-памяти.

## История
Компания была основана в 2008 году как совместное предприятие Intel Corporation и STMicroelectronics.

### Поглощение
В феврале 2010 года было объявлено, что компания Micron Technology приобретет 100 % акций компании в обмен на 140 млн собственных акций. Примерная сумма сделки составила $1,3 млрд.

## Деятельность
Компания производит чипы флэш-памяти для mp3-плееров, телефонов и цифровых камер. Кроме того, в настоящее время компания занимается разработкой чипов компьютерной памяти по принципиально новой технологии — на основе фазового перехода.